# Saoshyant
Saoshyant és, en la religió del zoroastrisme, "el qui porta un benefici". Aquest terme d'ús comú es refereix a la figura d'un futur messies o salvador durant la batalla final contra les forces del mal.
La tradició zoroàstrica preveu tres salvadors pel futur escatològic, un per al final de cada període de 1000 anys dins dels últims 3000 anys del món. Els tres herois naixeran de donzelles verges i seran concebuts mentre les seves mares es banyin en un llac que miraculosament preserva les llavors del mateix profeta Zaratustra. El primer s'anomenarà Hushedar, el segon Hushedarmah i el tercer serà Saoshyant, que portarà la humanitat a la batalla final contra la falsedat.
La història de la concepció de Saoshyant i les primeres etapes de la seva vida es descriuen en el llibre de Denkard (7.10.15ff) de la següent manera: Trenta anys abans de la decisiva batalla final, una donzella anomenada Eredat-fedhri entrarà en un llac. Asseguda en l'aigua, la nena, que no s'ha associat amb els homes, rebrà la victòria del coneixement. El seu fill, quan neixi, no tastarà l'aliment de la seva mare, el seu cos serà com el sol, i la glòria real de Khwarenah serà amb ell. Durant els següents 57 anys subsistirà amb només hortalisses, 17 anys només d'aigua i per acabar 10 anys només d'aliment espiritual.
Els esdeveniments de l'última renovació es descriuen en el Bundahisn: A la batalla final amb el mal, el yazatas Airyaman i Atar fondrà el metall dels turons i muntanyes, i passarà per la terra com un riu (Bundahishn 34,18), però els justos (ashavan) no es veuran perjudicats. Al final, triomfarà Ahura Mazda, i l'agent Saoshyant ressuscitarà els morts, els cossos seran restaurats a la perfecció eterna, i les ànimes pures es reuniran amb Déu. Al final, la veritat, la justícia (Asha) i la immortalitat seran eternes.